# Ultimate Survival
Ultimate Survival is een Britse serie op Discovery Channel over survival in de wildernis. De serie werd uitgezonden in Nederland onder de naam Ultimate Survival, maar is in het Verenigd Koninkrijk bekend als Born Survivor: Bear Grylls en in de Verenigde Staten als Man vs. Wild. In dit programma laat Bear Grylls zien hoe een verdwaalde toerist kan overleven in de wildernis op wat voor plek dan ook.
Ultimate Survival wordt geproduceerd door de Britse productiemaatschappij Diverse Bristol. Na een pilot getiteld The Rockies, die uitgezonden werd op 27 oktober 2006, startte de serie op 10 november 2006.

## Locaties
Locaties waar Ultimate Survival onder andere werd opgenomen:
- Rocky Mountains
- Sierra Nevada
- Costa Rica
- IJsland
- Amazone (Ecuador)
- Kimberley (Australië)
- Alpen
- Sahara
- Siberië
- Sumatra
- Kenia
- Schotse Hooglanden
- Mexico
- Onbewoond eiland in de Stille Oceaan
- Kīlauea (Hawaï)
- Alaska
- Panama
- Patagonië
- Everglades
- Utah
- Het diepe zuiden (Louisiana)
- Ierland
- Belize
- Dominicaanse Republiek
- Oregon
- South Dakota
- Zweden
- Roemenië
- Zambia
- Namibië
- Alabama
- Montana
- China
- Polen
- Marokko Noord-Afrika
- Texas
- Vietnam
- Guatemala
- Georgië
- Brits-Columbia
- Mojavewoestijn
- Canada
- Papoea-Nieuw-Guinea
- Noordelijk Territorium (Australië)
- Taurus (Turkije)
- Arizona
- Borneo
- Noorwegen
- Maleisië
- Nieuw-Zeeland

## Kritiek
Grylls kreeg na het eerste seizoen van Ultimate Survival kritiek, omdat het programma gefingeerd zou zijn. In de aflevering op Hawaï zou Grylls met zijn team een scène op hebben genomen in een gebied dat ver buiten de bewoonde wereld zou liggen, maar dat in feite op 100 meter van een doorgaande weg ligt. Verder zou hij tijdens opnames in Californië in een motel hebben geslapen. Na deze berichten werd het programma als nep bestempeld.

## Survivaltips
Enkele survivaltips uit het programma:
- Een rivier kan leiden naar de weg terug naar de bewoonde wereld. (op de savanne tegen de stroming in reizen, elders op de wereld met de stroming mee)
- Water moet gekookt en gefilterd worden voordat men het opdrinkt. (het moet stromend water zijn, helder en er moeten diertjes in/bij de rivier leven)
- Maden en andere kleine insecten kunnen als voedsel dienen.
- Het is belangrijk om tijdig aan het opzoeken van een schuilplaats te beginnen, voordat het donker wordt.
- Afval (etensresten etc) kan gevaarlijke dieren aantrekken.
- Als men eerst begint met het zwaarste werk, heeft men daarna nog energie.
- In woestijnen kan men het roet rond de ogen wrijven om deze te beschermen tegen de zon.
- Een (hoog) punt kan een goed overzicht van de omgeving geven.
- Zweten door activiteit kan in koude gebieden onderkoeling veroorzaken.
- Het eten van sneeuw om de dorst te lessen brengt de lichaamstemperatuur omlaag en maakt nog dorstiger. Het is beter om de sneeuw te smelten door het in een veldfles te stoppen en dan tussen 2 lagen kleding te stoppen, niet tegen je huid.
- Sommige planten zijn giftig, andere planten zijn voedzaam en kunnen wonden helpen genezen.
- Alle vogeleieren zijn eetbaar, juist de schaal is een goede bron van calcium.
- Een fakkel met dierenvet blijft langer en helderder branden dan een gewone.
- In gebieden met gevaarlijke roofdieren zoals beren en wolven, maak je 's nachts best een vuur, het is geen garantie maar het schrikt zeker af.
- Slaap in de jungle nooit op de grond, tenzij je je bed wil delen met slangen, schorpioenen en mieren.
- Wees altijd voorzichtig in grotten en oude mijnschachten, ze kunnen instabiel zijn.
- Schaaldieren dienen in leven gehouden te worden tot het laatste moment anders ontwikkelen zich te veel bacteriën in het vlees.